# ポップ・ミューヂック
「ポップ・ミューヂック」（Pop Muzik）は、イギリスの音楽ユニット、Mの曲。

## 概要
「Pop Muzik」はまず本国イギリスでヒットし、1979年5月12日と19日に最高2位を記録。3か月後、アメリカではHot 100で61位にランクイン、11月3日週にビルボードチャートで首位を獲得し、Mにとってアメリカでチャートインした最初の、そして唯一のレコードとなった。
Mの中心人物であるロビン・スコットはパリで女性だけのグループと活動していたとき、「Pop Muzik」を含む数曲をレコーディングした。「ヒットした『Pop Muzik』は3番目のバージョンだった」と彼は説明する。最初にこの曲を書いた時はリズム・アンド・ブルース風のバージョンだったという。それから再録してジェームス・ブラウン風のファンク・バージョンが作られ、最後に、大ヒットしたエレクトロニック・バージョンが作られた。
スコットはこの曲の進化についてこう語る。「様々なスタイルを融合させることで、過去25年間のポップ・ミュージックを総括するような作品を作りたかった。これは意図的に主張したかったことだ。ロックンロールが世代間のギャップを生み出したのに対し、ディスコは人々を巨大なスケールで結びつけていた。だからこそ、シンプルで淡々としたメッセージを伝えたかった。『僕たちが語っているのは基本的にポップ・ミュージックのことなんだ』って」。
U2は、1997年のアルバム『ポップ』に伴って開催された「ポップマート・ツアー（PopMart Tour）」のオープニングにこの曲のリミックス・バージョンを使用しており、同年にリリースされたシングル「ラスト・ナイト・オン・アース」には、ボノのボーカルに差し替えられたものが収録されている。
日本では、2006年、JTの企業CM「The Delight Factory」に本曲が使用されている。